# Tatsuya Fujii
Pour les articles homonymes, voir Fujii.
Tatsuya Fujii (en japonais : 藤井辰哉), né le 28 avril 1965 au Japon, est un patineur artistique japonais, champion du Japon en 1990.

## Biographie

### Carrière sportive
Tatsuya Fujii monte six fois sur le podium des championnats du Japon dont une fois sur la plus haute marche en 1990.
Il représente son pays aux mondiaux de 1990 à Halifax.
Il participe également à six Trophée NHK et au Skate America 1986.
Il quitte les compétitions sportives après les mondiaux de 1990.

### Reconversion
Après avoir pris sa retraite sportive, il travaille pour Fuji Television. Il devient conseiller technique de la Japan Student Ice Competition Federation en 2006. Il est également arbitre lors de compétitions nationales de patinage artistique.
Il est actuellement membre du personnel de patinage artistique de la Fédération japonaise de patinage.

## Palmarès
| Compétition             | 1982    | 1983    | 1984    | 1985    | 1986    | 1987    | 1988    | 1989    | 1990    |  |  |  |  |  |
| Jeux olympiques d'hiver |         |         |         |         |         |         |         |         |         |  |  |  |  |  |
| Championnats du monde   |         |         |         |         |         |         |         |         | 24e     |  |  |  |  |  |
| Championnats du Japon   |         |         |         | 3e      | 3e      | 3e      | 2e      | 3e      | 1er     |  |  |  |  |  |
|                         |         |         |         |         |         |         |         |         |         |  |  |  |  |  |
| Autres Compétitions     | 1981/82 | 1982/83 | 1983/84 | 1984/85 | 1985/86 | 1986/87 | 1987/88 | 1988/89 | 1989/90 |  |  |  |  |  |
| Skate America           |         |         |         |         |         | 8e      |         |         |         |  |  |  |  |  |
| Trophée NHK             | 10e     |         |         | 5e      | 5e      | 8e      |         | 11e     | 6e      |  |  |  |  |  |
|                         |         |         |         |         |         |         |         |         |         |  |  |  |  |  |